# Eburia charmata
Eburia charmata là một loài bọ cánh cứng trong họ Cerambycidae.